# Liste der analogen Fernsehsender in Mecklenburg-Vorpommern
Diese Liste enthält alle analogen Fernsehsender, die auf dem Gebiet des Bundeslandes Mecklenburg-Vorpommern gesendet haben. Im Zuge der Analogabschaltung wurden alle analogen Fernsehsender in Mecklenburg-Vorpommern abgeschaltet.
| Senderstandort     | Kanal-Nummer | Polarisation | Programm                             | Leistung (ERP, kW) | Anmerkungen      |
| ------------------ | ------------ | ------------ | ------------------------------------ | ------------------ | ---------------- |
| Boizenburg/Elbe    | 50           | H            | NDR Fernsehen Mecklenburg-Vorpommern | 0,02               |                  |
| Güstrow            | 34           | H            | ARD (NDR)                            | 1                  |                  |
| Güstrow            | 48           | H            | ZDF                                  | 1                  |                  |
| Güstrow            | 53           | H            | NDR Fernsehen Mecklenburg-Vorpommern | 1                  |                  |
| Helpterberg        | 37           | H            | ARD (NDR)                            | 260                | bis 1982 Kanal 3 |
| Helpterberg        | 52           | H            | ZDF                                  | 500                |                  |
| Helpterberg        | 22           | H            | NDR Fernsehen Mecklenburg-Vorpommern | 440                |                  |
| Helpterberg        | 34           | H            | ORB-Fernsehen                        | 147                |                  |
| Heringsdorf/Usedom | 11           | H            | ARD (NDR)                            | 0,015              |                  |
| Heringsdorf/Usedom | 28           | V            | ZDF                                  | 0,1                |                  |
| Heringsdorf/Usedom | 34           | V            | NDR Fernsehen Mecklenburg-Vorpommern | 0,1                |                  |
| Lohme              | 37           | V            | ARD (NDR)                            | 0,02               |                  |
| Lohme              | 48           | V            | ZDF                                  | 0,02               |                  |
| Lohme              | 52           | V            | NDR Fernsehen Mecklenburg-Vorpommern | 0,02               |                  |
| Malchin            | 31           | V            | ARD (NDR)                            | 1,25               |                  |
| Malchin            | 41           | V            | ZDF                                  | 1,25               |                  |
| Malchin            | 44           | V            | NDR Fernsehen Mecklenburg-Vorpommern | 1,25               |                  |
| Marlow             | 8            | H            | ARD (NDR)                            | 85                 |                  |
| Marlow             | 46           | V            | ZDF                                  | 500                |                  |
| Marlow             | 24           | V            | NDR Fernsehen Mecklenburg-Vorpommern | 610                |                  |
| Neubukow           | 60           | H            | NDR Fernsehen Mecklenburg-Vorpommern | 0,02               |                  |
| Röbel/Woldzegarten | 56           | H            | ARD (NDR)                            | 214                |                  |
| Röbel/Woldzegarten | 26           | H            | ZDF                                  | 180                |                  |
| Röbel/Woldzegarten | 39           | H            | NDR Fernsehen Mecklenburg-Vorpommern | 200                |                  |
| Rostock            | 49           | H            | Offener Kanal Rostock                | 1                  |                  |
| Schwerin           | 11           | H            | ARD (NDR)                            | 90                 |                  |
| Schwerin           | 54           | H            | ZDF                                  | 100                |                  |
| Schwerin           | 29           | H            | NDR Fernsehen Mecklenburg-Vorpommern | 450                |                  |
| Sellin             | 55           | H            | ARD (NDR)                            | 0,1                |                  |
| Sellin             | 34           | H            | ZDF                                  | 0,1                |                  |
| Sellin             | 47           | H            | NDR Fernsehen Mecklenburg-Vorpommern | 0,1                |                  |
| Stralsund/Garz     | 40           | H            | ARD (NDR)                            | 250                |                  |
| Stralsund/Garz     | 21           | H            | ZDF                                  | 320                |                  |
| Stralsund/Garz     | 29           | H            | NDR Fernsehen Mecklenburg-Vorpommern | 250                |                  |
| Stralsund/Garz     | 26           | H            | Insel-TV                             | 5                  |                  |
| Züssow             | 36           | V            | ARD (NDR)                            | 100                |                  |
| Züssow             | 51           | V            | ZDF                                  | 200                |                  |
| Züssow             | 23           | V            | NDR Fernsehen Mecklenburg-Vorpommern | 200                |                  |